# Sweltsa recurvata
Sweltsa recurvata är en bäcksländeart som först beskrevs av Wu, C.F. 1938.  Sweltsa recurvata ingår i släktet Sweltsa och familjen blekbäcksländor. Inga underarter finns listade i Catalogue of Life.